# 田麻痒庄园
田麻痒庄园，位于中国河北省邢台市北尚汪村，为邢台市邢台县的一个省级文物保护单位，类型为近现代文物，公布时间为1993年7月15日。
田麻痒庄园的历史年代为民国。